# 公文明駅
公文明駅（くもんみょうえき）は、香川県木田郡三木町大字井戸にある高松琴平電気鉄道長尾線の駅である。駅番号はN16。

## 駅構造
単式ホーム1面1線を有する。駅舎はない。無人駅。駅入り口は井戸方の踏切に面している。

## 利用状況
1日の平均乗降人員は以下の通りである。
| 1日乗降人員推移 | 1日乗降人員推移 |
| 年度            | 1日平均人数     |
| --------------- | --------------- |
| 2011年          | 189             |
| 2012年          | 204             |
| 2013年          | 222             |
| 2014年          | 219             |
| 2015年          | 217             |
| 2016年          | 221             |
| 2017年          | 230             |
| 2018年          | 232             |

## 駅周辺
- 和爾賀波神社
- 三木町井戸出張所

## 歴史
- 1912年（明治45年）- 4月30日 高松電気軌道の井戸駅（いどえき）として開業。
- 1915年（大正4年） - 長尾西駅廃止に伴い井戸川駅（いどがわえき）に名称を変更[2]。
- 1951年（昭和26年）3月1日 - 廃止。
- 1952年（昭和27年）9月30日 - 公文明駅として再開業。

### 周辺廃駅
- 高松電気軌道 長尾西駅

1915年（大正4年）廃止。当駅から東（長尾側）へ100mほど進んだ場所にあった。

## 隣の駅
高松琴平電気鉄道
■長尾線
井戸駅（N15） - 公文明駅（N16） - 長尾西駅 - 長尾駅（N17）